# Marisa Tomei
Marisa Tomei (Brooklyn (New York), 4 december 1964) is een Amerikaans actrice. Voor haar rol in My Cousin Vinny ontving ze in 1993 een Academy Award voor beste actrice in een bijrol. Zowel in 2002 (voor In the Bedroom) als 2009 (voor The Wrestler) was ze genomineerd voor dezelfde prijs, maar beide malen zonder succes.
Tomei begon haar acteercarrière in de dagelijks op de televisie uitgezonden soap As the World Turns waarin ze van 1983 tot 1985 speelde. Naast een Oscar won ze meer dan vijftien andere acteerprijzen. Tomei heeft zowel een Amerikaans als een Italiaans paspoort.

## Filmografie
- Spider-Man: No Way Home (2021)
- Spider-Man: Far From Home (2019)
- Avengers: Endgame (2019)
- The First Purge (2018)
- Spider-Man: Homecoming (2017)
- Captain America: Civil War (2016)
- The Big Short (2015)
- Spare Parts (2015)
- The Rewrite (2014)
- Loitering With Intent (2014)
- Love Is Strange (2014)
- Parental Guidance (2012)
- Inescapable (2012)
- Crazy, Stupid, Love. (2011)
- The Lincoln Lawyer (2011)
- The Ides of March (2011)
- Amsterdam (2009)
- The Wrestler (2008)
- War, Inc. (2008)
- Before The Devil Knows You're Dead (2007)
- Wild Hogs (2007)
- Grace Is Gone (2007)
- Danika (2006)
- Factotum (2005)
- Marilyn Hotchkiss' Ballroom Dancing & Charm School (2005)
- Loverboy (2005)
- Alfie (2004)
- Game Over (2004)
- Anger Management (2003)
- The Wild Thornberrys Movie (2002, stem)
- The Guru (2002)
- Just a Kiss (2002)
- King of the Jungle (2001)
- Someone Like You (2001)
- In the Bedroom (2001)
- Dirk and Betty (2000)
- What Women Want (2000)
- The Watcher (2000)
- Happy Accidents (2000)
- My Own Country (1998, televisiefilm)
- Slums of Beverly Hills (1998)
- Reflections of Eden (1997)
- Welcome to Sarajevo (1997)
- A Brother's Kiss (1997)
- Unhook the Stars (1996)
- Four Rooms (1995)
- The Perez Family (1995)
- Only You (1994)
- The Paper (1994)
- Untamed Heart (1993)
- Chaplin (1992)
- Equinox (1992)
- My Cousin Vinny (1992)
- Zandalee (1991)
- Oscar (1991)
- Playing for Keeps (1986)
- The Toxic Avenger (1984, niet op aftiteling)
- The Flamingo Kid (1984)

## Trivia
- Tomeis jongere broer Adam debuteerde in Lost and Found (1994) eveneens als filmacteur. Ze speelden in 1998 samen in de televisiefilm My Own Country en in 2006 in de film Danika.